# Ѧ
Cette page contient des caractères spéciaux ou non latins. S’ils s’affichent mal (▯, ?, etc.), consultez la page d’aide Unicode.
La lettre Ѧ (ѧ en minuscule), alias petit yousse, est une lettre issue de l'alphabet cyrillique. Elle est désormais archaïque, et plus aucun alphabet moderne ne l'utilise. Le dernier alphabet à l'utiliser en date était l'alphabet bulgare. Seul le slavon d'église l'utilise encore. Elle représente une voyelle nasale postérieure /ɛ̃/ (comme en français dans le mot pain). Avec le Ѫ (Grand Yousse) qui se prononçait [ɔ̃], ces lettres formaient les deux uniques nasales des vieilles langues slaves.

## Histoire
Utilisée à l'origine dans l'alphabet slavon durant l'Antiquité, elle s'est sans doute inspirée de la lettre Ⱑ, issue de l'alphabet glagolitique (ancêtre du slavon). Son phonème a changé vers le Xe siècle (tout comme le grand Yousse, désormais prononcé comme une voyelle fermée centrale non arrondie [ɨ] comme en roumain) la lettre ne s'utilisait plus seule. La version ligaturée (Ѩ) était usitée ; elle était alors prononcée « ya » au lieu de « yɛ̃ ».
Par la suite, le Ѩ s'écrivait Я dans l'alphabet cyrillique moderne. Le Я n'est cependant plus une ligature. De plus, seul le polonais a conservé ces deux nasales à travers les siècles, ce sont les lettres Ę (e ogonek), et Ą (a ogonek). Mais contrairement au slavon ou au français, ces nasales sont désynchronisées : on prononce d'abord le e, puis la nasale, ce qui donne en API : [ɛw̃]. Mais par mesure de simplification, on transcrit souvent par [ɛ̃].

## Représentations informatiques
Le petit yousse peut être représenté avec les caractères Unicode suivants :
| formes    | représentations | chaînes de caractères | points de code | descriptions                             |
| --------- | --------------- | --------------------- | -------------- | ---------------------------------------- |
| capitale  | Ѧ               | Ѧ                     | U+0466         | lettre majuscule cyrillique petit yousse |
| minuscule | ѧ               | ѧ                     | U+0467         | lettre minuscule cyrillique petit yousse |